# Leucania abiadensis
Leucania abiadensis là một loài bướm đêm trong họ Noctuidae.